# Eppenhain
Eppenhain ist der nach Einwohnerzahl kleinste Stadtteil der Stadt Kelkheim (Taunus) und mit 423 Meter der höchstgelegene Ort des südhessischen Main-Taunus-Kreises.

## Geographische Lage

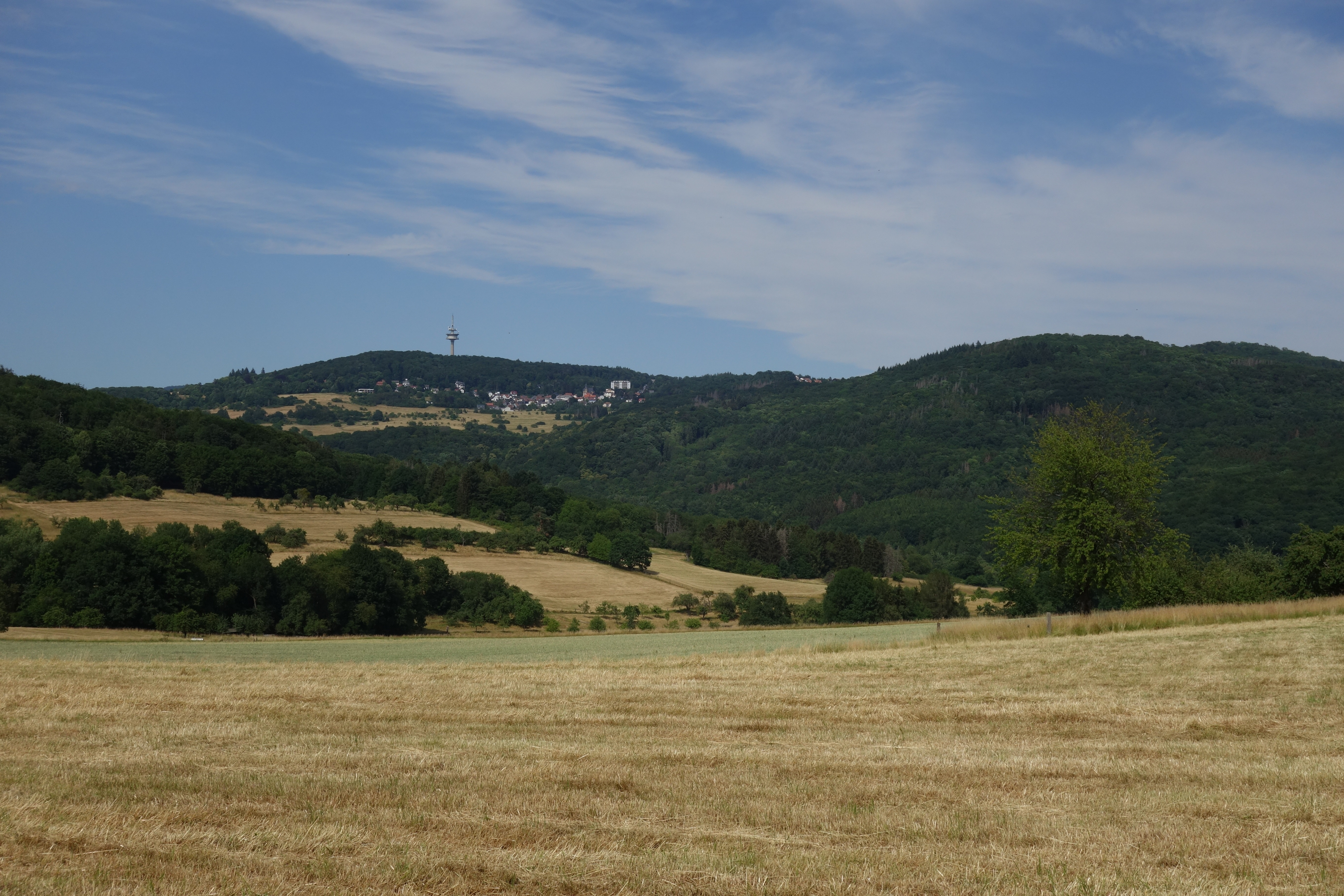
Blick von Südwesten auf Atzelberg samt Fernmeldeturm über den Dächern Eppenhains; rechts die Rossert-Nebenkuppe Hainkopf

Eppenhain, Ortskern und Fernmeldeturm

Eppenhain liegt im Hohen Taunus auf einem waldreichen Plateau rund vier Kilometer südlich des Taunushauptkamms. Der staatlich anerkannte Erholungsort ist verkehrlich nur über eine Zugangsstraße erreichbar, die auch dort endet. Daher hat Eppenhain keinen Durchgangsverkehr.  Auf dem Atzelberg (507 m ü. NHN) nördlich des Ortes befindet sich ein ungefähr 100 Meter hoher Fernmeldeturm. Unweit davon stand der nach einem Brand 2008 wieder errichtete Atzelbergturm, ein 31 Meter hoher Aussichtsturm.
Höchster Berg der Gemarkung ist der Rossert (516 m ü. NHN), der Hausberg Eppenhains. Eppenhain liegt am Westhang des bewaldeten Bergrückens zwischen dem Atzelberg im Norden und dem Rossert im Süden. Der Ort ist in zwei Teile gegliedert, den alten Ortskern und ein vorwiegend zwischen 1950 und 1990 angelegtes Neubaugebiet. Beide Teile sind durch ein bewaldetes Gebiet getrennt und nur durch zwei Straßen miteinander verbunden.
Hangabwärts der Ortslage von Eppenhain öffnen sich Weiden und Streuobstwiesen bis in das Jossgrund genannte Tal zwischen Vockenhausen und Ehlhalten. Um Eppenhain steht ein umfassendes Angebot an gut beschilderten Wanderwegen zur Verfügung.

## Geschichte

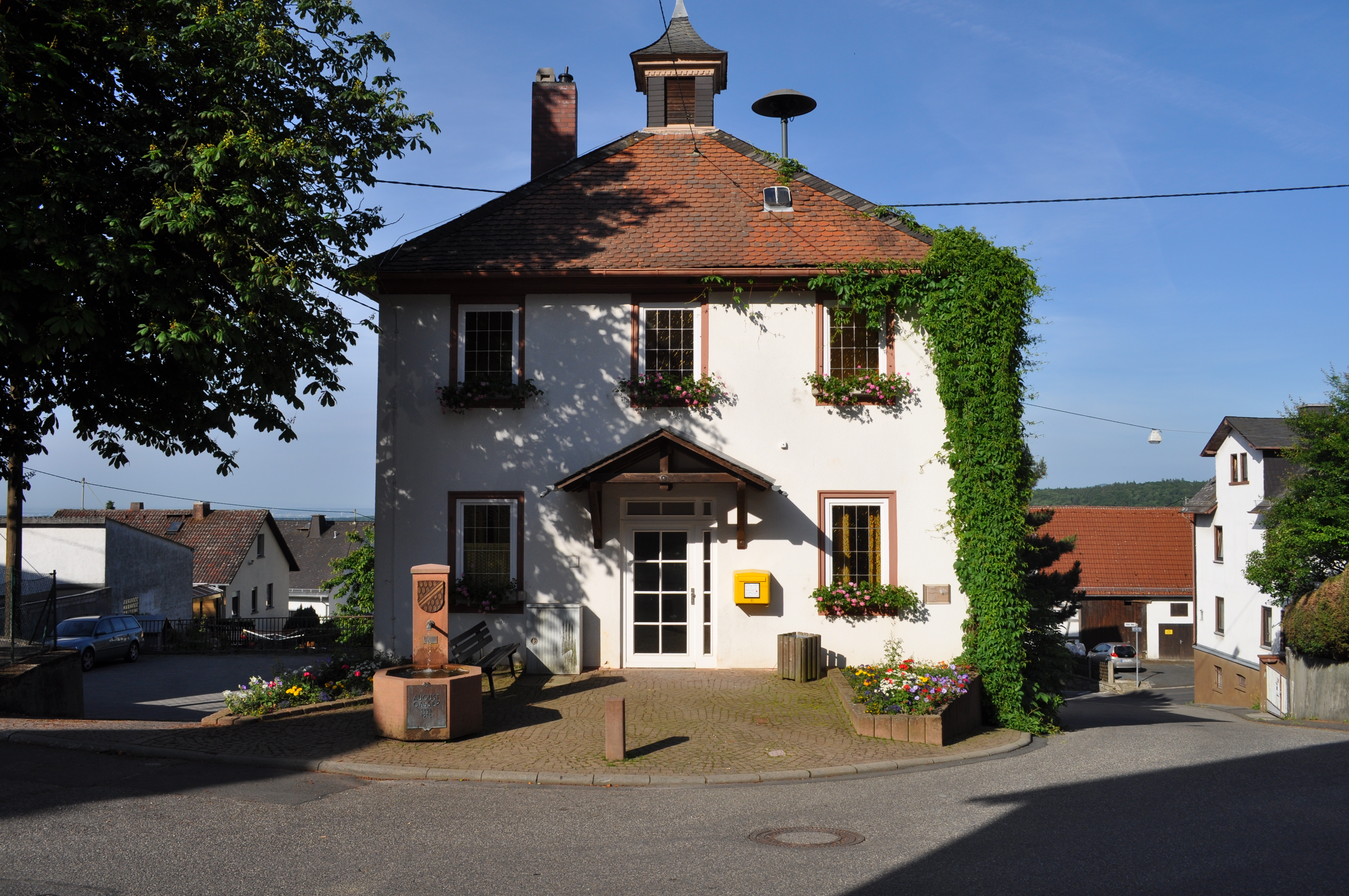
Ehemaliges Rathaus

### Ortsgeschichte
Der Ort Eppenhain wurde um 1290, soweit bekannt, erstmals als Eppenhain im „Eppsteiner Lehensverzeichnis“ erwähnt. Der Ort war Teil des 24 Ortschaften umfassenden alten Kirchsprengels von Schloßborn. Vermutlich handelte es sich schon damals um ein Eisenerzabbaugebiet, als welches Eppenhain vom frühen Mittelalter bis zum 19. Jahrhundert auch bekannt gewesen war. Alte Stollen finden sich heute noch in der gesamten Gemarkung von Eppenhain. Ein Eingang in einen alten Stollen ist noch von der 1701 erbauten alten Fränkischen Hofreite möglich.
Bis ins 19. Jahrhundert hinein fristeten die Eppenhainer ein karges und entbehrungsreiches Leben. Eine Besserung stellte sich erst ein, als der ehemalige Eppenhainer Lehrer August Gasser (1834–1914), der von 1864 bis 1867 Direktor der örtlichen Schule war, 1895 als Pensionär in den Ort zurückkehrte und sich bald um eine Belebung der örtlichen Wirtschaft, insbesondere des Fremdenverkehrs, bemühte. Er engagierte sich für die Anerkennung Eppenhains als Luftkurort und lockte reiche Frankfurter Familien zur Sommerfrische in den Taunusort. Zudem setzte er sich für die Errichtung eines Landschulheims, dem Haus Tanneck in der Rossertstraße ein, das von dem damaligen Viktoria-Gymnasium, dem heutigen Bettina-Gymnasium in Frankfurt genutzt wurde. Gasser unterstützte mit seiner Aktivität auch den Aufbau eines örtlichen Hotelbetriebs, der als Fremdenpension Haus Montesita gegründet wurde. Aus ihm ging das heutige IB Hotel- und Tagungszentrum Georg-Leber-Haus hervor. Des Weiteren regte er auch den Betrieb eines Frei-Schwimmbads ein, welches in den 1920er Jahren errichtet wurde und bis in die 1950er im Betrieb war. Im Zuge der Belebung des Fremdenverkehrs in Eppenhain wurde auch 1913 der Luisenturm auf dem Atzelberg errichtet.

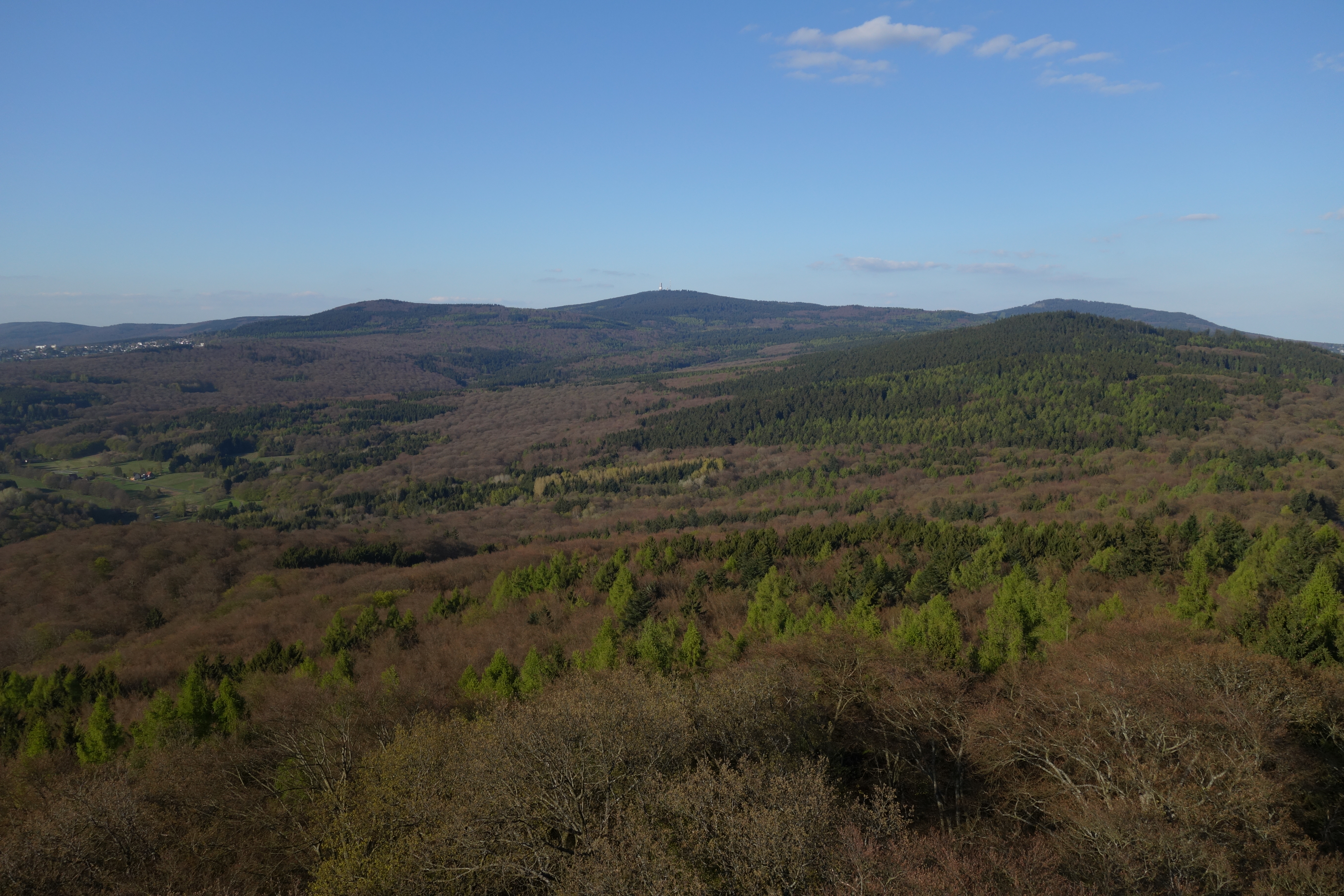
Blick vom 2017 abgebrannten Atzelbergturm zum Eichkopf, rechts im Bildmittelgrund. Dahinter am Horizont (von rechts) Altkönig, Großer Feldberg, Glaskopf über dem Ort Glashütten sowie Hühnerberg und Windhain am westlichen Rand der Feldberg-Langhals-Pferdskopf-Scholle.

Zum 31. Dezember 1971 schlossen sich im Zuge der Gebietsreform in Hessen die Gemeinden Ruppertshain und Eppenhain auf freiwilliger Basis zur Gemeinde Rossert zusammen, um der Eingemeindung nach Kelkheim zu entgehen. Die Gemeinde Rossert wiederum wurde zum 1. Januar 1977 kraft Landesgesetz in die Stadt Kelkheim eingemeindet.
Ruppertshain und Eppenhain wurden Stadtteile von Kelkheim. Ortsbezirke wurden nicht gebildet.

### Verwaltungsgeschichte im Überblick
Die folgende Liste zeigt die Staaten und Verwaltungseinheiten, denen Eppenhain angehört(e):
- vor 1507:  Heiliges Römisches Reich, Herrschaft Eppstein-Münzenberg, Kellerei Eppstein
- ab 1507: Heiliges Römisches Reich, Herrschaft Eppstein-Königstein, Oberamt Königstein
- ab 1581: Heiliges Römisches Reich,  Kurfürstentum Mainz, Oberamt Höchst und Königstein, Amtsvogtei Königstein
- ab 1803: Heiliges Römisches Reich, Fürstentum Nassau-Usingen,[Anm. 2] Amt Königstein
- ab 1806: Herzogtum Nassau,[Anm. 3] Amt Königstein[Anm. 4]
- ab 1849: Herzogtum Nassau, Kreisamt Höchst
- ab 1854: Herzogtum Nassau, Amt Königstein
- ab 1867: Königreich Preußen,[Anm. 5] Provinz Hessen-Nassau, Regierungsbezirk Wiesbaden, Obertaunuskreis[Anm. 6]
- ab 1871: Deutsches Reich, Königreich Preußen, Provinz Hessen-Nassau, Regierungsbezirk Wiesbaden, Obertaunuskreis
- ab 1886: Deutsches Reich, Königreich Preußen, Provinz Hessen-Nassau, Regierungsbezirk Wiesbaden, Obertaunuskreis
- ab 1918: Deutsches Reich (Weimarer Republik), Freistaat Preußen, Provinz Hessen-Nassau, Regierungsbezirk Wiesbaden, Obertaunuskreis
  - 1919–1930: Hilfskreis Königstein in der französischen Besatzungszone
- ab 1928: Deutsches Reich, Freistaat Preußen, Provinz Hessen-Nassau, Regierungsbezirk Wiesbaden, Main-Taunus-Kreis
- ab 1944: Deutsches Reich, Freistaat Preußen, Provinz Nassau, Main-Taunus-Kreis
- ab 1945: Amerikanische Besatzungszone,[Anm. 7] Groß-Hessen, Regierungsbezirk Wiesbaden, Main-Taunus-Kreis
- ab 1946: Amerikanische Besatzungszone, Hessen, Regierungsbezirk Wiesbaden, Main-Taunus-Kreis
- ab 1949: Bundesrepublik Deutschland, Hessen, Main-Taunus-Kreis
- ab 1968: Bundesrepublik Deutschland, Hessen, Regierungsbezirk Darmstadt, Main-Taunus-Kreis
- ab 1972: Bundesrepublik Deutschland, Hessen, Regierungsbezirk Darmstadt, Main-Taunus-Kreis, Gemeinde Rossert
- ab 1977: Bundesrepublik Deutschland, Hessen, Regierungsbezirk Darmstadt, Main-Taunus-Kreis, Stadt Kelkheim

## Bevölkerung

### Einwohnerstruktur 2011
Nach den Erhebungen des Zensus 2011 lebten am Stichtag dem 9. Mai 2011 in Eppenhain 1026 Einwohner. Darunter waren 57 (5,5 %) Ausländer.
Nach dem Lebensalter waren 186 Einwohner unter 18 Jahren, 393 zwischen 18 und 49, 243 zwischen 50 und 64 und 204 Einwohner waren älter.
Die Einwohner lebten in 435 Haushalten. Davon waren 114 Singlehaushalte, 159 Paare ohne Kinder und 129 Paare mit Kindern, sowie 33 Alleinerziehende und 3 Wohngemeinschaften. In 81 Haushalten lebten ausschließlich Senioren und in 294 Haushaltungen lebten keine Senioren.

### Einwohnerentwicklung
- 1539: 7 Häuser
- 1543: 10 Hausgesesse
- 1581: 10 Hausgesessene
- 1592: 9 Häuser
- 1612: 9 Häuser
- 1619: 10 Haushalte
- 1626: 8 Häuser*
- 1648: 2 Häuser
- 1668: 6 Häuser mit 27 Einwohner
- 1805: 18 Gemeindemitglieder und 8 Witwen

| Eppenhain: Einwohnerzahlen von 1700 bis 2021 | Eppenhain: Einwohnerzahlen von 1700 bis 2021 | Eppenhain: Einwohnerzahlen von 1700 bis 2021 | Eppenhain: Einwohnerzahlen von 1700 bis 2021 | Eppenhain: Einwohnerzahlen von 1700 bis 2021 |
| --- | -------------------------------------------- | -------------------------------------------- | -------------------------------------------- | -------------------------------------------- |
| Jahr |                                              |                                              |                                              | Einwohner                                    |
| 1700 | 1700                                         |                                              | 26                                           | 26                                           |
| 1725 | 1725                                         |                                              | 32                                           | 32                                           |
| 1784 | 1784                                         |                                              | 99                                           | 99                                           |
| 1817 | 1817                                         |                                              | 125                                          | 125                                          |
| 1834 | 1834                                         |                                              | 152                                          | 152                                          |
| 1840 | 1840                                         |                                              | 169                                          | 169                                          |
| 1846 | 1846                                         |                                              | 182                                          | 182                                          |
| 1852 | 1852                                         |                                              | 175                                          | 175                                          |
| 1858 | 1858                                         |                                              | 186                                          | 186                                          |
| 1864 | 1864                                         |                                              | 198                                          | 198                                          |
| 1871 | 1871                                         |                                              | 180                                          | 180                                          |
| 1875 | 1875                                         |                                              | 191                                          | 191                                          |
| 1885 | 1885                                         |                                              | 149                                          | 149                                          |
| 1895 | 1895                                         |                                              | 188                                          | 188                                          |
| 1905 | 1905                                         |                                              | 206                                          | 206                                          |
| 1910 | 1910                                         |                                              | 224                                          | 224                                          |
| 1925 | 1925                                         |                                              | 270                                          | 270                                          |
| 1939 | 1939                                         |                                              | 270                                          | 270                                          |
| 1946 | 1946                                         |                                              | 502                                          | 502                                          |
| 1950 | 1950                                         |                                              | 531                                          | 531                                          |
| 1956 | 1956                                         |                                              | 552                                          | 552                                          |
| 1961 | 1961                                         |                                              | 714                                          | 714                                          |
| 1967 | 1967                                         |                                              | 866                                          | 866                                          |
| 1970 | 1970                                         |                                              | 833                                          | 833                                          |
| 1987 | 1987                                         |                                              | 980                                          | 980                                          |
| 1993 | 1993                                         |                                              | 1.112                                        | 1.112                                        |
| 2011 | 2011                                         |                                              | 1.026                                        | 1.026                                        |
| 2015 | 2015                                         |                                              | 1.084                                        | 1.084                                        |
| 2021 | 2021                                         |                                              | 2.142                                        | 2.142                                        |
| Datenquelle: Historisches Gemeindeverzeichnis für Hessen: Die Bevölkerung der Gemeinden 1834 bis 1967. Wiesbaden: Hessisches Statistisches Landesamt, 1968. Weitere Quellen: LAGIS; Stadt Kelkheim; Zensus 2011 |                                              |                                              |                                              |                                              |

### Historische Religionszugehörigkeit
Quelle: Historisches Ortslexikon
| • 1885: | 2 evangelische (= 1,34 %), 147 katholische (= 98,66 %) Einwohner    |
| • 1961: | 216 evangelische (= 30,25 %), 456 katholische (= 63,87 %) Einwohner |

## Wappen
Am 28. Oktober 1968 wurde der Gemeinde Eppenhain ein Wappen mit folgender Blasonierung verliehen: In mit grünen Eichenblättern bestreutem silbernen Feld ein roter Schräglinksbalken, belegt mit zwei silbernen Leisten.

## Kultur und Sehenswürdigkeiten

### Bauwerke
An die Gefallenen beider Weltkriege erinnert die Friedenslinde. Auf einem Gedenkstein vor der Linde sind die Toten aus Eppenhain genannt.
Pfarrkirche
Die katholische Pfarrkirche St. Josef wurde am Rand des damaligen Ortskerns 1907/1908 nach einem Entwurf des Wiesbadener Regierungsbaurates Richard Saran errichtet. Das verwendete Gestein stammt vorwiegend aus den Steinbrüchen rund um Eppenhain, allerdings wurden auch Basaltsteine aus dem Westerwald verbaut. Als Besonderheit weist die Kirche einen überdachten Torvorbau auf. Im Inneren befinden sich drei neugotische Altäre.
Villa Hochschild
Bei der Villa Hochschild, eigentlich: Landhaus Die Höhe, handelt es sich um eine heute unter Denkmalschutz stehende herrschaftliche Sommerresidenz aus der Gründerzeit (Historismus) mit zugehörigem Gutshof und Park, die 1911/12 für den von Frankfurt am Main aus international agierenden Unternehmer Zachary Hochschild und dessen Familie errichtet wurde.
August-Gasser-Brunnen
Vor dem alten Eppenhainer Rathaus hat der (bis 1977) letzte Bürgermeister der Gemeinde, Franz Caspar Fischer, auf eigene Kosten im Jahre 1993 in Erinnerung an August Gasser diesen als Laufbrunnen konzipierten Brunnen aus Sandstein errichten lassen. Der Brunnenpfeiler zeigt das Wappen der ehemaligen Gemeinde Eppenhain, die Front des achteckigen Brunnenbeckens den Schriftzug „August Gasser 1834–1914“.
Rathaus
Das Rathaus wurde 1823/24 als Schulhaus mit einem Meßaltar für den katholischen Gottesdienst erbaut. Seit dem Kirchenbau 1908 wurde es allein als Schule genutzt. 1932 bis 1972 diente es als Rathaus. Seitdem wird es als Vereinshaus genutzt.
Atzelbergturm
Der Atzelbergturm war ein bekannter Aussichtsturm auf dem 507 Meter hohen Atzelberg. Durch seinen Standort auf einer Kammlinie des Vordertaunus bot er einen freien Blick in alle Himmelsrichtungen. Der 1980 von der Stadt Kelkheim errichtete Turm brannte am Morgen des 5. August 2008 vermutlich durch Brandstiftung ab. 2012 wurde ein knapp 31 Meter hoher Aussichtsholzturm neu errichtet und im Oktober 2012 eröffnet. Der Turm ist aufgrund eines Brandschadens im Sommer 2017 geschlossen.

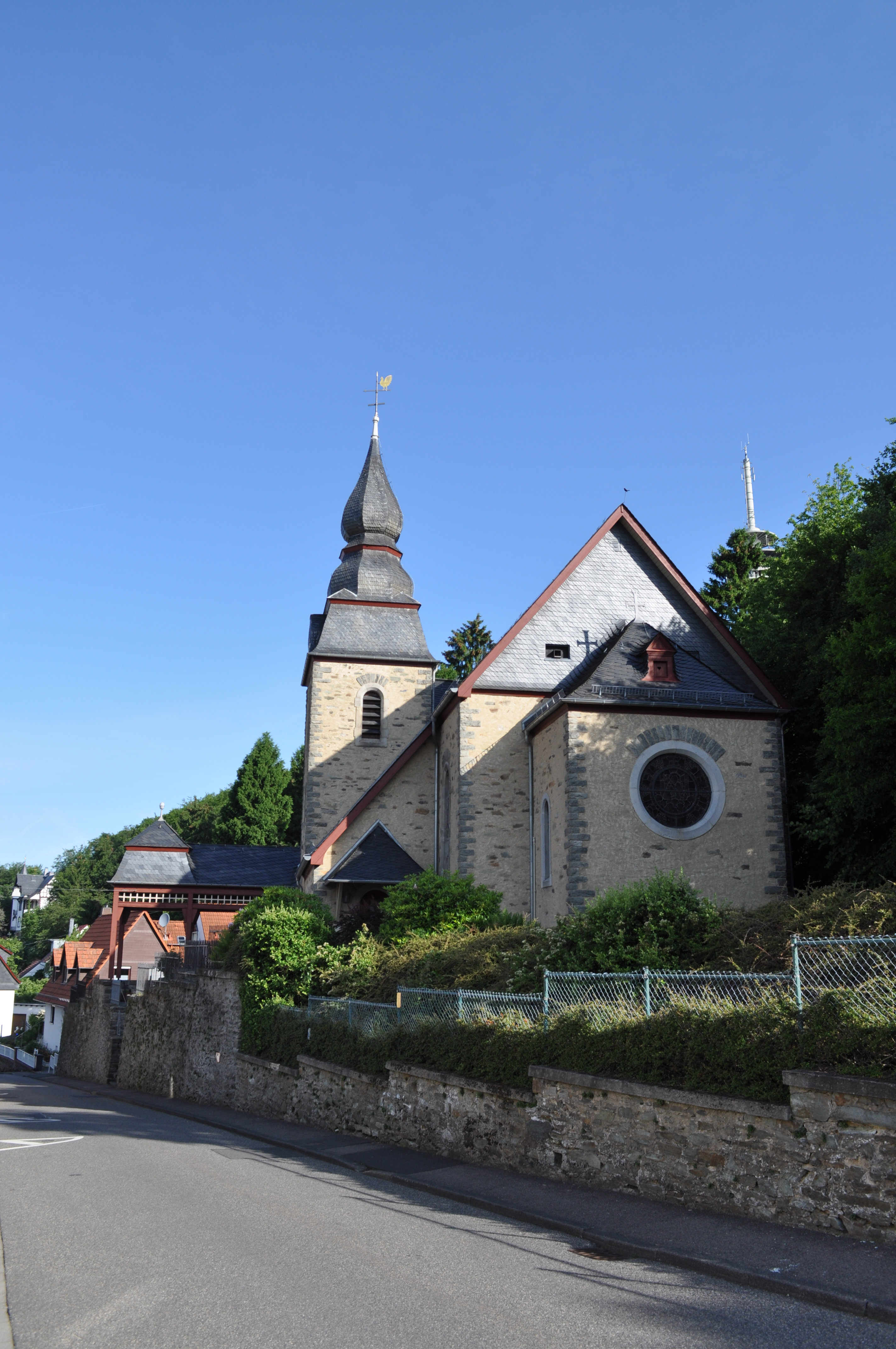
Kirche
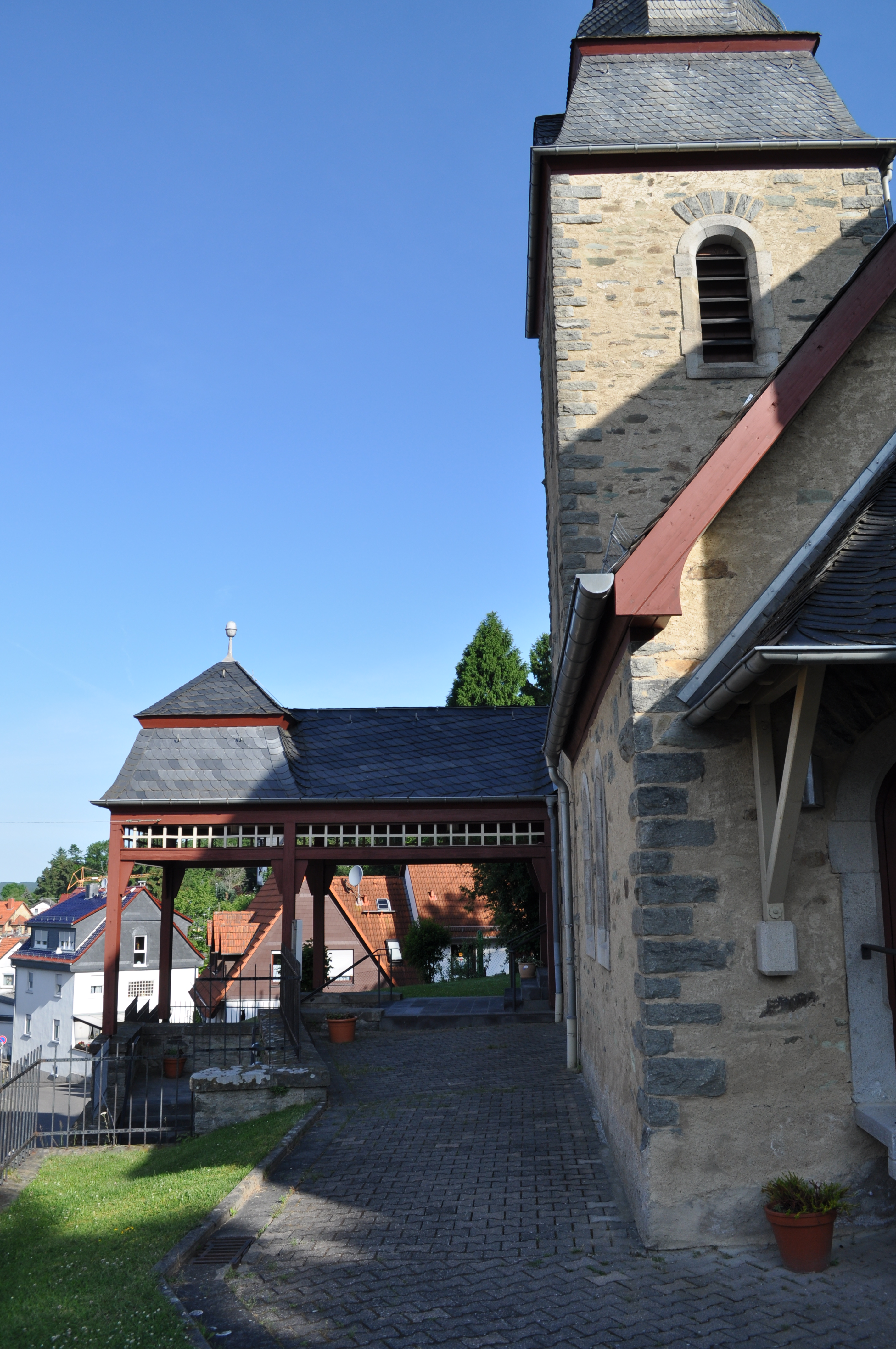
Kirche mit Vorbau
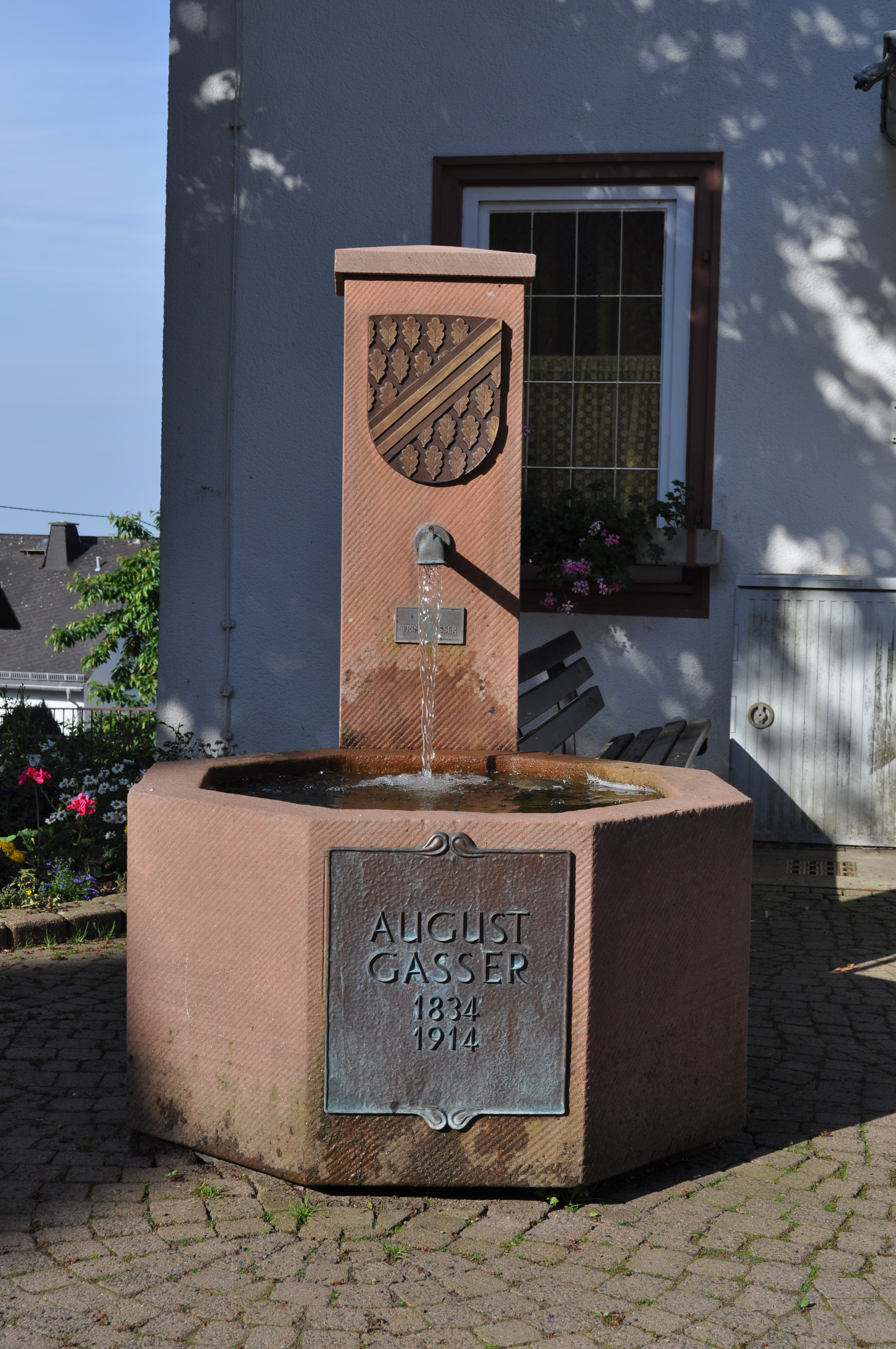
August-Gasser-Brunnen
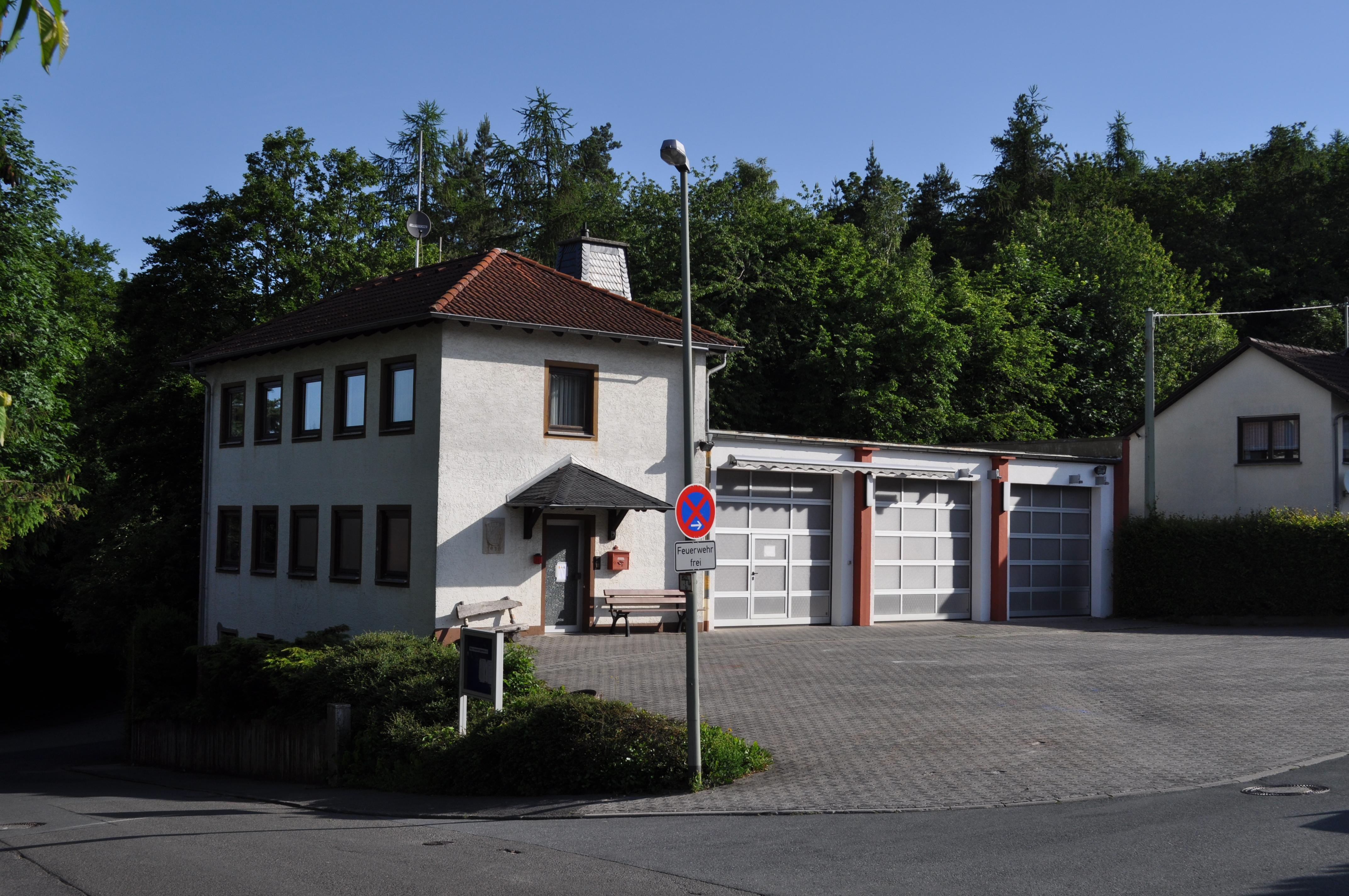
Feuerwehrhaus von 1970
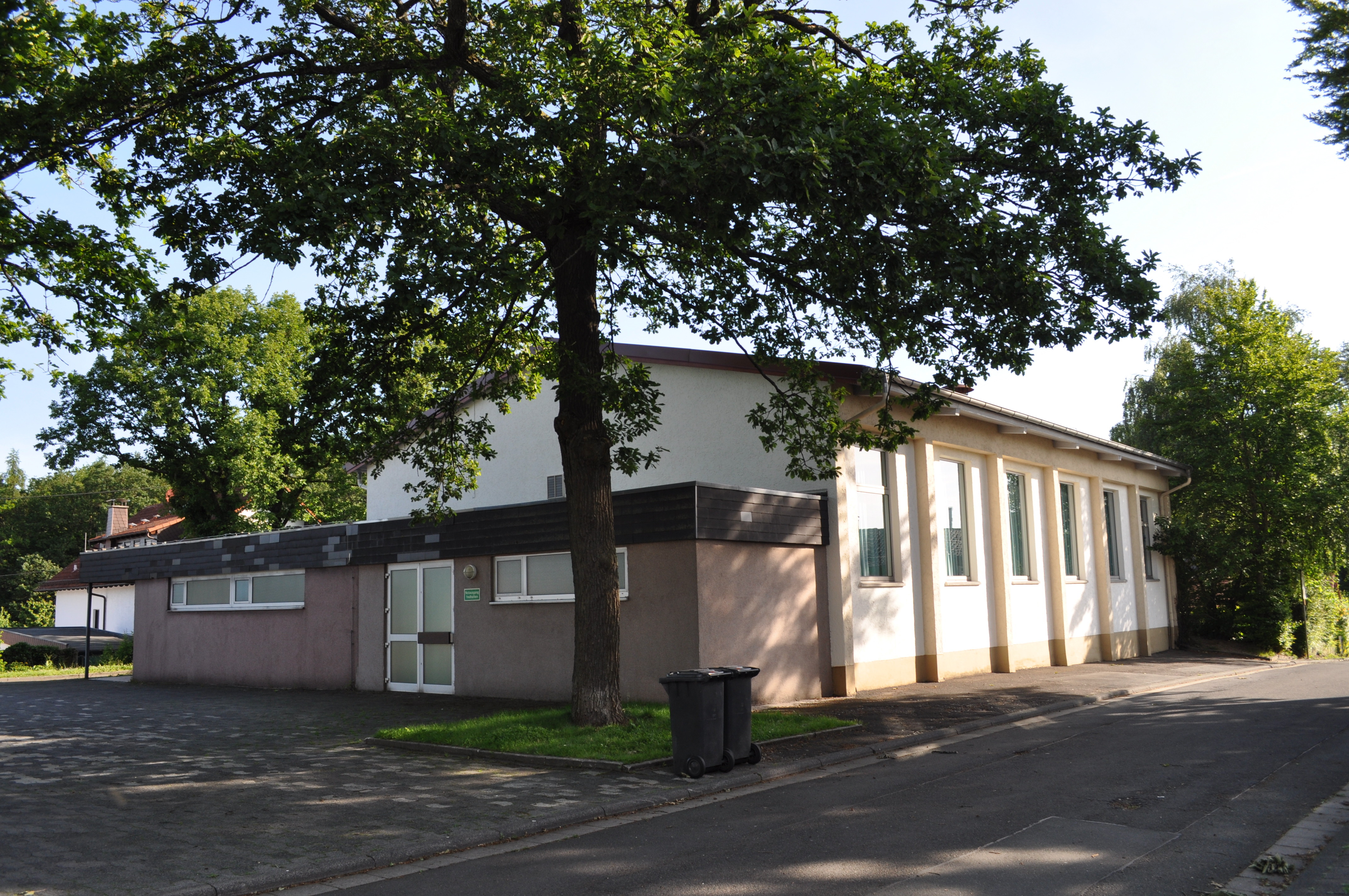
Halle
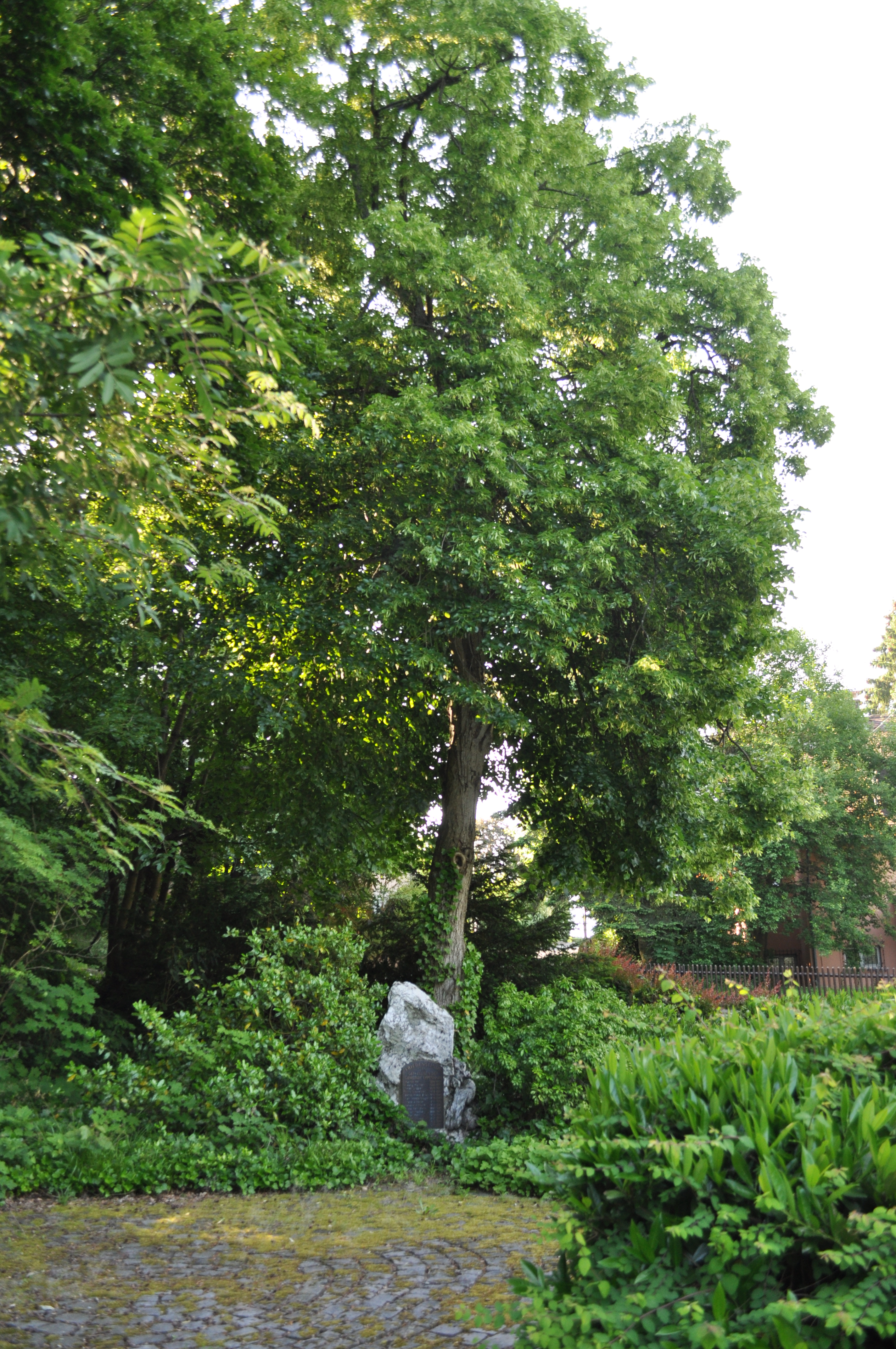
Friedenslinde
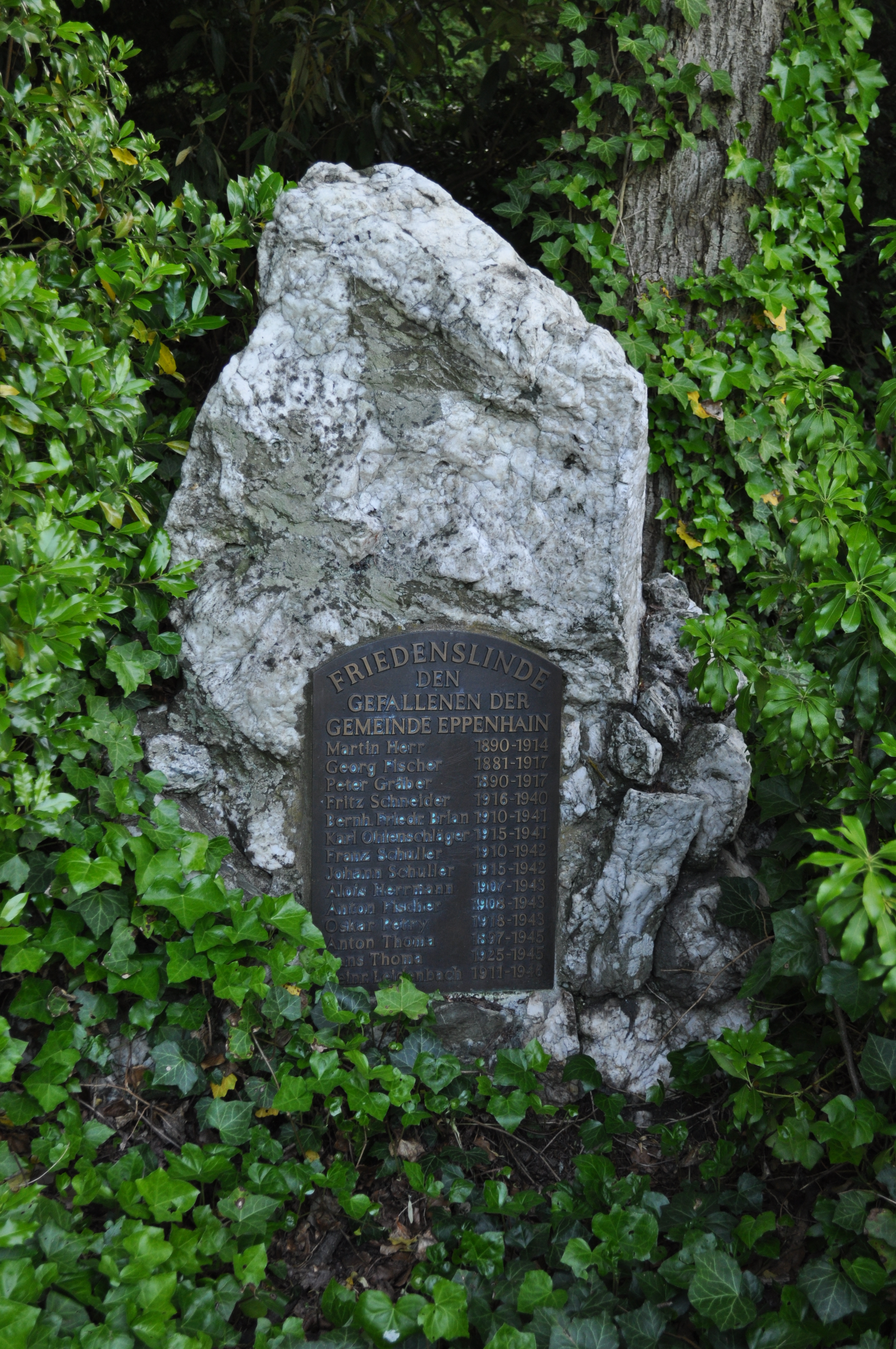
Friedenslinde, Tafel

### Felsgruppe Rossert und Naturschutzgebiet Rossert – Hainkopf – Dachsbau

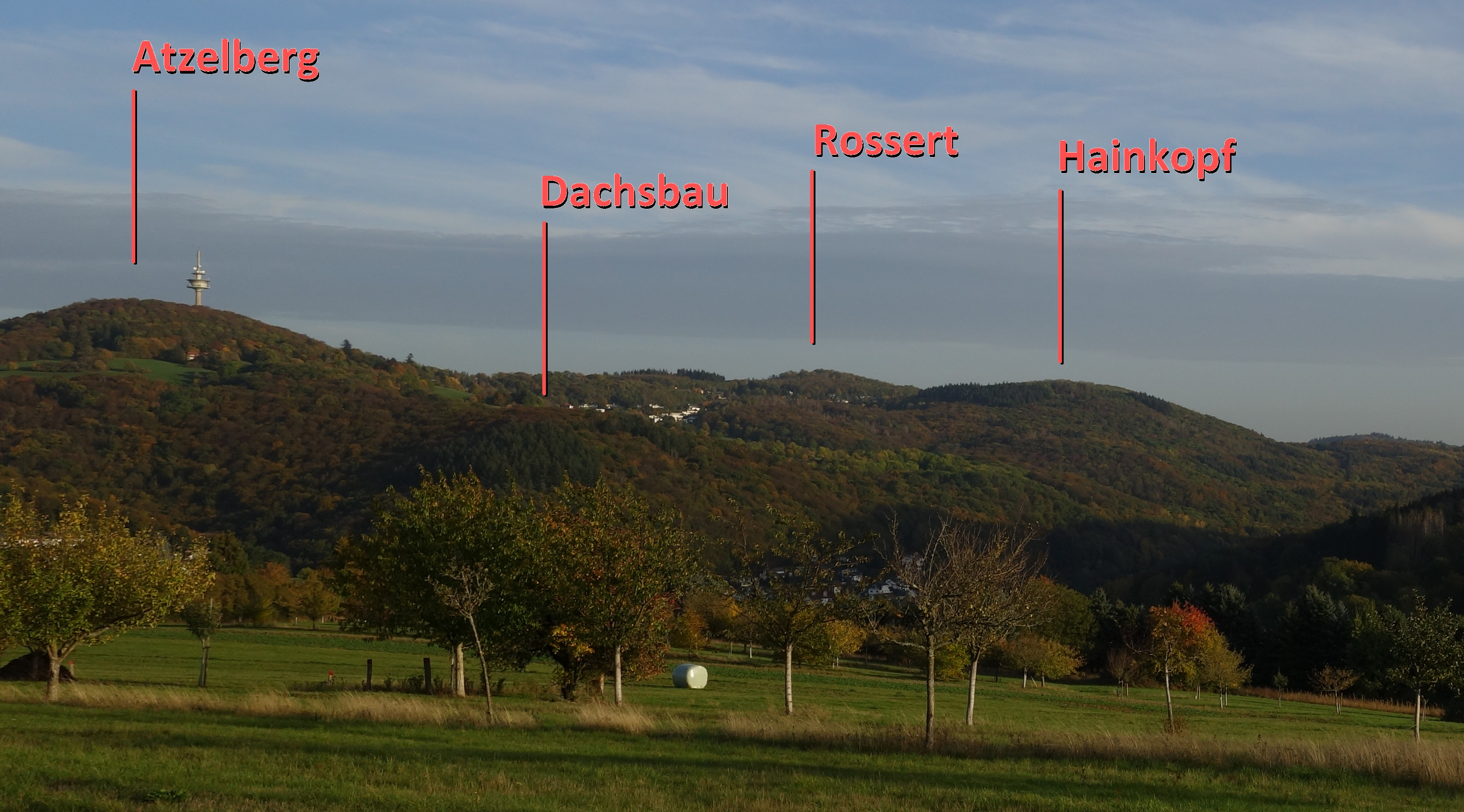
Blick von Nordwesten auf Atzelberg und Rossert samt dessen Nebenkuppen Hainkopf und Dachsbau

Die Felsgruppe auf dem Gipfel des Rosserts ist der höchste Punkt des 119 Hektar großen Naturschutzgebietes Rossert - Hainkopf - Dachsbau, das 1977 ausgewiesen wurde. Die Felsformation ist nach einer mittelalterlichen Sage das Teufelsschloss auf dem Rossert. Das Naturschutzgebiet zieht sich wie ein Gürtel südlich herum um Eppenhain auf den Höhen des Rosserts und seinen Nebenkuppen  Hainkopf (474 m ü. NN) und Dachsbau (373 m ü. NN).

## Wirtschaft und Infrastruktur

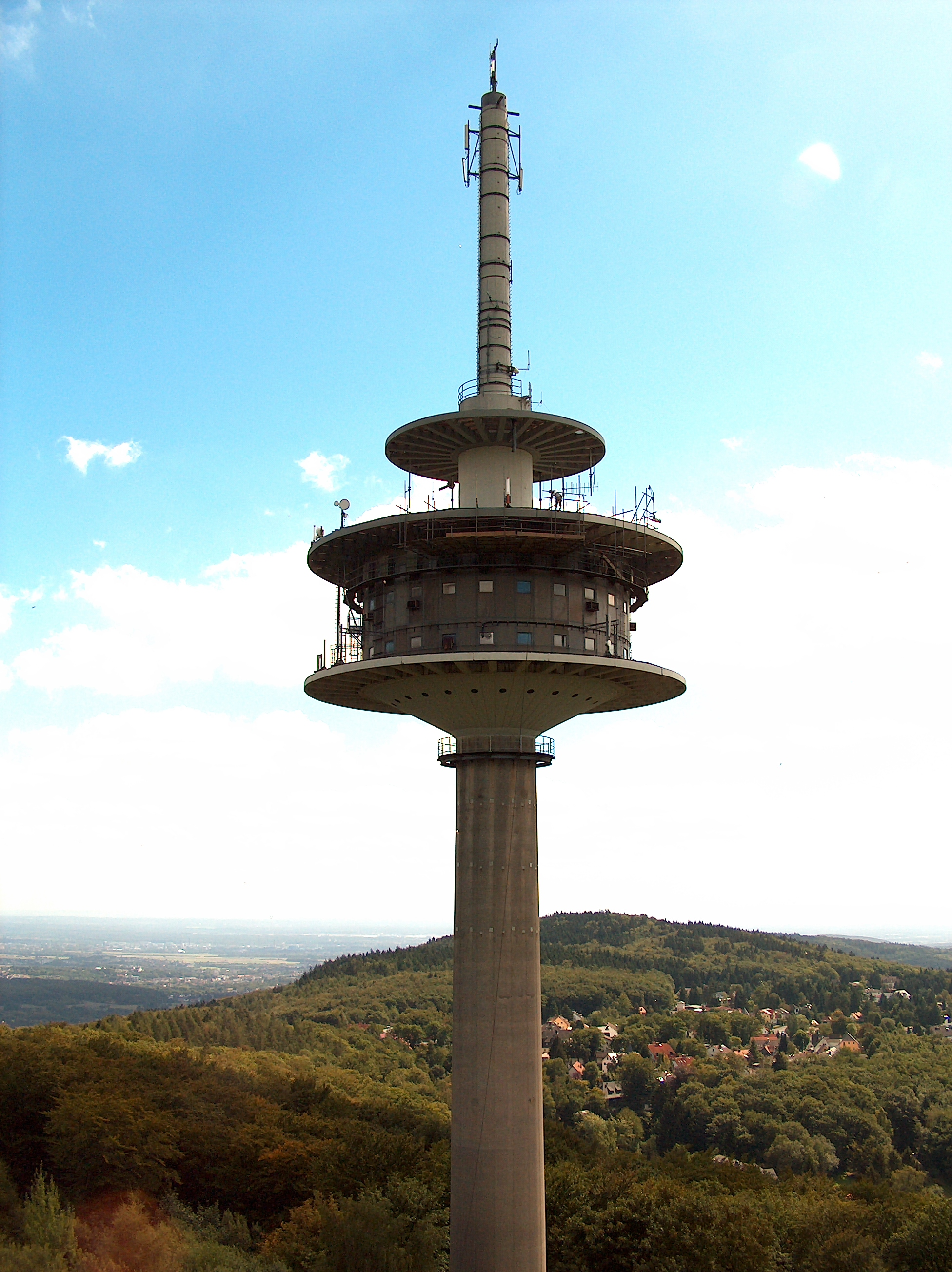
Stillgelegter Fernmeldeturm auf dem Atzelberg

Eppenhain ist durch die Buslinien 804 und 805 des RMV mit Königstein im Taunus, den übrigen Kelkheimer Stadtteilen, sowie mit Schloßborn, Eppstein und dem Main-Taunus-Zentrum verbunden.
Die einzigen Gewerbebetriebe in Eppenhain sind das IB Hotel- und Tagungszentrum Georg-Leber-Haus, ein Hotel und eine Zimmerei. Einkaufsmöglichkeiten und Gaststätten sind im Ort nicht mehr vorhanden.
Im Ort gibt es einen Kindergarten, der Standort der Rossert-Grundschule in Eppenhain wurde geschlossen, die Grundschüler gehen im benachbarten Ruppertshain zur Schule. Weiterhin befindet sich in Eppenhain ein Therapiezentrum des Suchthilfeverbundes Jugendberatung und Jugendhilfe e. V. aus Frankfurt. In dieser Einrichtung werden bis zu 30 drogen- und mehrfachabhängige Jugendliche zwischen 14 und 20 Jahren stationär behandelt.
In der Ortschaft besteht die Freiwillige Feuerwehr Eppenhain. Auf dem Atzelberg findet alljährlich das Atzelbergfest statt. Dort befindet sich auch das Sportgelände der Turn- und Sportgemeinde Rossert e. V.